# Doutor Maurício Cardoso
Doutor Maurício Cardoso är en kommun i Brasilien.   Den ligger i delstaten Rio Grande do Sul, i den södra delen av landet, 1 500 km sydväst om huvudstaden Brasília. Antalet invånare är 5 313.
Trakten runt Doutor Maurício Cardoso består till största delen av jordbruksmark. Runt Doutor Maurício Cardoso är det ganska tätbefolkat, med 65 invånare per kvadratkilometer.